# Ronen Altman Kaydar

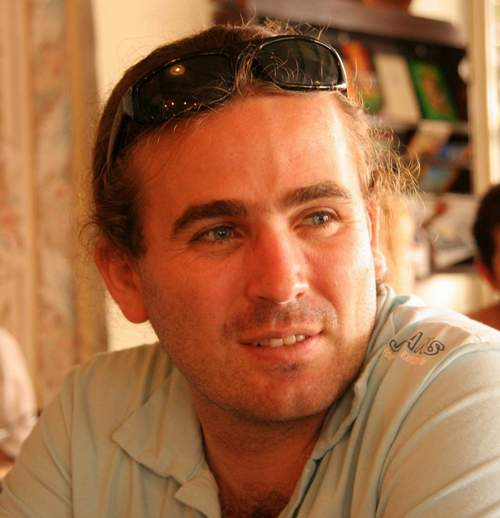
Ronen Altman Kaydar

Ronen Elimelech Altman Kaydar (hebräisch רונן אלימלך אלטמן קידר‎; * 1. Oktober 1972 in Tel Aviv) ist ein israelischer Autor, Dichter und Übersetzer.

## Leben
Nach dem Abschluss seines Studiums mit dem B.A. in Mathematik und Physik an der Universität Tel Aviv absolvierte Altman seinen Militärdienst. Anschließend studierte er Geschichte und Philosophie der Wissenschaft in Tel Aviv und schloss mit einem M.A. ab.
Altman-Kaydar ist Absolvent der 'Helicon' Dichter-Schule (1997), an der seine Gedichte zuerst veröffentlicht wurden. 2000 erschien sein erster Roman Chaos Butterflies, 2007 wurde sein erster Gedichtband, Bite Marks, veröffentlicht. Seine Gedichte wurden ins Englische und Russische übersetzt. Der israelische Komponist Avner Dorman vertonte zwei von ihnen; sie wurden bei einem Musik-Festival in Görlitz aufgeführt. 
Seit April 2009 ist Altman-Kaydar zusammen mit Anat Avissar Herausgeber der Online-Zeitschrift Zuta.
Er war der Erste, der die Werke von Mascha Kaléko ins Hebräische übersetzte und sie veröffentlichte. Sein letztes Projekt war die Edition des Gedichtbandes The Wilds of Days von Inbal Cahansky. Altman-Kaydar ist auch Mitautor des Drehbuchs für Make-up.